# Santa Catarina Mita
Santa Catarina Mita är en kommunhuvudort i Guatemala.   Den ligger i departementet Departamento de Jutiapa, i den södra delen av landet, 80 km öster om huvudstaden Guatemala City. Santa Catarina Mita ligger 752 meter över havet och antalet invånare är 10 817.
Terrängen runt Santa Catarina Mita är huvudsakligen kuperad, men söderut är den bergig. Runt Santa Catarina Mita är det ganska tätbefolkat, med 90 invånare per kvadratkilometer. Närmaste större samhälle är Asunción Mita, 13,9 km söder om Santa Catarina Mita. Omgivningarna runt Santa Catarina Mita är en mosaik av jordbruksmark och naturlig växtlighet.